# Bergschwimmratte
Die Bergschwimmratte oder Gebirgs-Wasserratte (Parahydromys asper) ist eine Nagetierart aus der Gruppe der Altweltmäuse (Murinae).
Mit einer Kopfrumpflänge von 21 bis 23 Zentimetern, einer Schwanzlänge von 23 bis 28 Zentimetern und einem Gewicht von 490 bis 590 Gramm zählen die Bergschwimmratten zu den größeren Altweltmäusen. Ihr kurzes, raues Fell ist an der Oberseite graubraun und an der Unterseite weißlich bis hellbraun gefärbt. Charakteristisch ist die breite Schnauze mit den zahlreichen Vibrissen, die Hinterfüße sind mit Schwimmhäuten versehen.
Bergschwimmratten leben auf Neuguinea. Sie bewohnen gebirgige Regionen auf der ganzen Insel und sind zwischen 600 und 2700 Metern Seehöhe zu finden. Sie leben in Wäldern oder in anderen mit dichter Vegetation bestandenen Gebieten, meist in der Nähe von Flüssen. Vermutlich ernähren sie sich von Insekten und anderen wirbellosen Tieren.
Systematisch gilt sie als naher Verwandter der Schwimmratten (Hydromys) und wird in die Hydromys-Gruppe eingeordnet.
Die Art ist häufig, es sind keine Bedrohungen bekannt, die IUCN listet sie als „nicht gefährdet“ (least concern).